# Хелентал
Хелентал (њем. Hellenthal) општина је у њемачкој савезној држави Северна Рајна-Вестфалија. Једно је од 11 општинских средишта округа Ојскирхен. Према процјени из 2010. у општини је живјело 8.422 становника. Посједује регионалну шифру (AGS) 5366020, NUTS (DEA28) и LOCODE (DE HTL) код.

## Географски и демографски подаци
Хелентал се налази у савезној држави Северна Рајна-Вестфалија у округу Ојскирхен. Општина се налази на надморској висини од 384 – 690 метара. Површина општине износи 137,8 km². У самом мјесту је, према процјени из 2010. године, живјело 8.422 становника. Просјечна густина становништва износи 61 становника/km².

## Међународна сарадња
| Мјесто   | Држава  | Врста сарадње | Од    |
| -------- | ------- | ------------- | ----- |
| Билинген | Белгија | пријатељство  | 2000. |
| Извор    |         |               |       |